# Agepê
Antônio Gilson Porfírio (n. 10 august 1942, Rio de Janeiro, Districtul Federal⁠(d), Brazilia – d. 30 august 1995, Rio de Janeiro, Rio de Janeiro, Brazilia), cunoscut sub numele Agepê, a fost un compozitor și cântăreț brazilian, originar din Rio de Janeiro; pseudonimul său este pronunția în portugheză a inițialelor prenumelor și numelui său (AGP).

## Biografie
Născut în 1942 la Rio de Janeiro, a lucrat inițial ca transportator de bagaje. Pseudonimul lui era Ripinha.
Cariera sa muzicală a început în 1975, când a publicat „Moro onde não mora ninguém”, primul său succes. Mistura Brasileira, care conținea această melodie, a fost primul album de samba care a depășit un milion de exemplare vândute.
La 27 august 1995 a fost internat la Clínica São Bernardo din cauza unui ulcer agravat de diabet; în ziua următoare, a intrat într-o comă profundă. El a murit pe 30 august 1995 și a fost îngropat în cimitirul San Francisco Xavier din cartierul Caju din Rio de Janeiro.

## Selecție de cântece
- Moro Onde Não Mora Ninguém (1975)
- Agepê (1977)
- Canto De Esperança (1978)
- Tipo Exportação (1978)
- Agepê (1979)
- Agepê (1981)
- Mistura Brasileira (1984) - 1.500.000 de exemplare vândute [5]
- Agepê (1985)
- Agepê (1986)
- Agepê (1987)
- Canto Pra Gente Cantar (1988)
- Cultura Popular (1989)
- Agepê (1990)
- Me Leva (1992)
- Feliz Da Vida (1994)
- Maxximum (Sony BMG, 2005)